# Brice Maubleu
Brice Maubleu (* 1. Dezember 1989 in Saint-Martin-d’Hères) ist ein französischer Fußballtorwart.

## Karriere
Maubleu begann seine Karriere bei Grenoble Foot, wo er in der Saison 2007/08 erstmals im Profikader stand, aber nicht zum Einsatz kam. Sein Erstligadebüt feierte er stattdessen am 27. März 2010, als er beim 0:2 bei Olympique Lyon für Grenoble auflief. Im selben Jahr wurde der Spieler in die französische U-20-Auswahl berufen, musste aber wegen Rückenproblemen auf einen Einsatz verzichten. Danach wurde er nicht erneut berücksichtigt. Er absolvierte ein weiteres Spiel in der ersten Liga, ehe er am Ende der Spielzeit 2009/10 mit Grenoble den Abstieg in die zweite Liga hinnehmen musste. Auch dort bestritt er lediglich ein Spiel. Nachdem der Verein 2011 wegen Überschuldung in die fünfte Liga versetzt wurde, avancierte er zum Stammspieler. Ein Jahr später unterschrieb er beim Zweitligisten FC Tours. Dort ersetzte er Jérémy Sopalski als Ersatztorwart für Benjamin Leroy. Anfangs wurde nicht auf ihn zurückgegriffen, doch im Verlauf der Saison 2013/14 stand er vertretungsweise für einige Partien zwischen den Pfosten.
Im Sommer 2014 erfolgte die Rückkehr zu seinem früheren Verein aus Grenoble. Bei dem inzwischen in der vierthöchsten Spielklasse antretenden Klub besetzte er anschließend die Rolle des Stammtorwarts, bis 2018 gelang die Rückkehr in die Zweitklassigkeit.
Im Sommer 2024 wechselte Maubleu zur AS St. Etienne.